# Alan (Górna Garonna)
Alan – miejscowość i gmina we Francji, w regionie Oksytania, w departamencie Górna Garonna.
Według danych na rok 1990 gminę zamieszkiwało 276 osób, a gęstość zaludnienia wynosiła 24 osób/km² (wśród 3020 gmin regionu Midi-Pireneje Alan plasuje się na 789. miejscu pod względem liczby ludności, natomiast pod względem powierzchni na miejscu 981.).